# Ilex
Ilex es un género con unas 400 especies aceptadas, de las más de 1000 descritas, formado por árboles y arbustos comúnmente conocidos como acebos. Es uno de los tres géneros de la familia Aquifoliaceae, los otros dos son Nemopanthus (con 3 especies) y Prinos (monoespecífico), aunque la APG admite un solo género: Ilex. La mayor diversidad de especies se da en las regiones cercanas a los trópicos, donde también se encuentran las mayores densidades de acebedos.

## Descripción

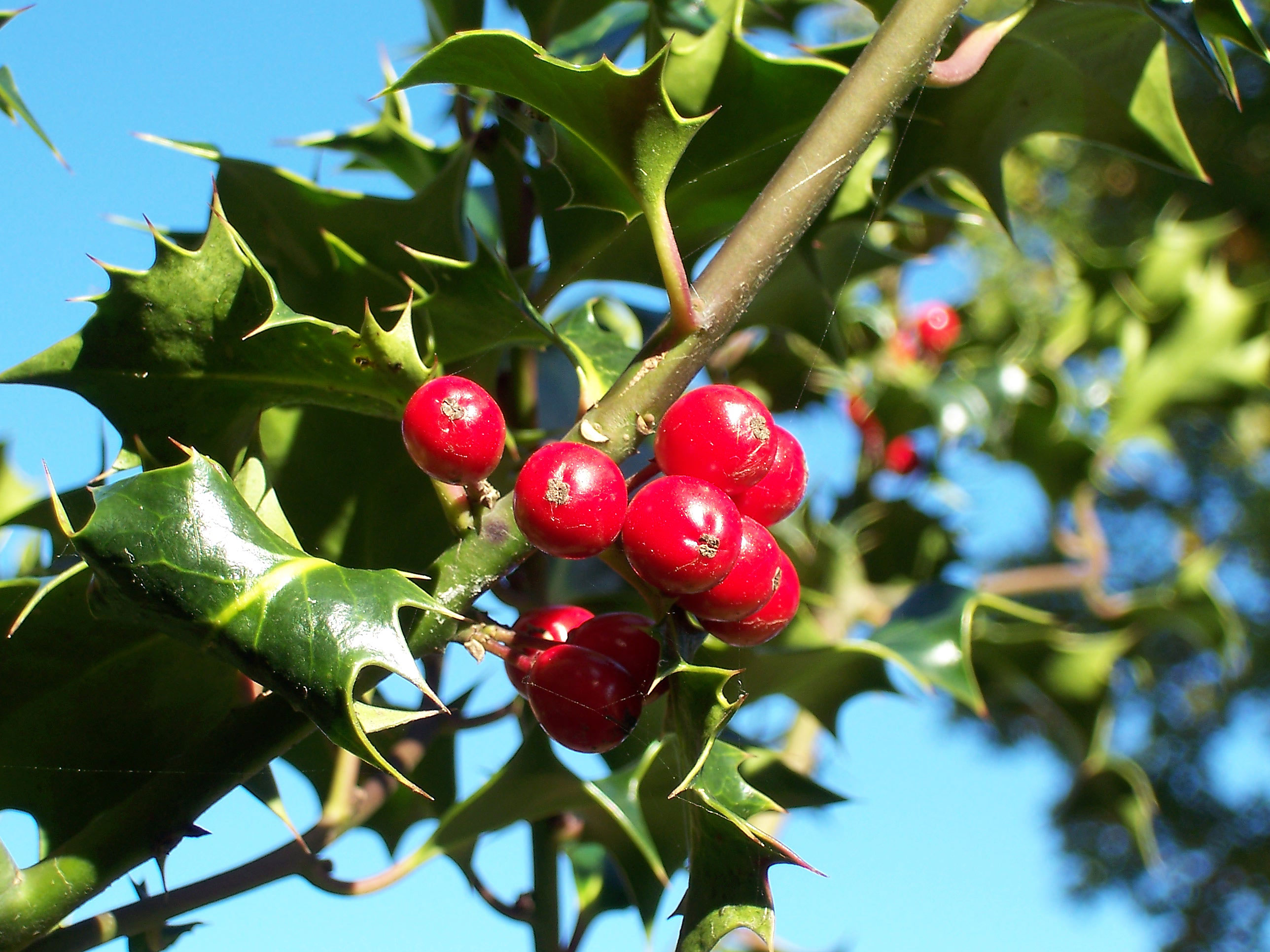
Hojas y frutos del acebo europeo (Ilex aquifolium).

Son arbustos y árboles que alcanzan de 2 a 25 metros de altura.
Las hojas son simples y pueden ser perennes o caducas, son enteras, finamente o pronunciadamente dentadas y espinosas. Con flores masculinas y femeninas en distintas plantas, aunque hay excepciones. La fruta es una baya, generalmente roja con de una a diez semillas.
Lo más llamativo son sus frutos, pero sus flores son las que los identifican más fácilmente.
Normalmente son plantas dioicas; debe encontrarse por lo menos un individuo masculino por cada tres femeninos a fin de que puedan producir frutos. Sin embargo, algunas especies producen frutos partenogenéticamente, tal como el cultivar 'Nellie Stevens R.'.

## Propiedades
Las bayas, que generalmente son moderadamente tóxicas, pueden causar vómitos o diarreas al ser ingeridas por los humanos.
Las bayas de las diversas especies son un poco tóxicas para los humanos, aunque sus propiedades venenosas se han exagerado y las muertes por envenenamiento son inusuales. Las semillas de Ilex aquifolia pueden ser mortales para los niños si las toman en gran cantidad, cosa poco probable debido a su desagradable sabor. De 20 a 30 bayas rojas son consideradas letales para un humano adulto. Son alimentos muy importantes para numerosas especies de aves, y también los consumen otros animales salvajes. En el otoño y principios del invierno, al parecer las bayas son duras y desagradables. Tras las primeras heladas o escarchadas, su sabor se torna dulce o al menos se suaviza el sabor. Durante las tormentas y nevadas del invierno, las aves a menudo se refugian en los acebos, que proporcionan abrigo, protección contra los depredadores, por las hojas espinosas, y comida.

## Ecología
Las larvas de algunos coleópteros y polillas (como Gymnoscelis rufifasciata) se alimentan de las flores. Otros Lepidoptera, cuyas larvas se alimentan de acebo, son Crepuscularia ectropis y Bucculatrix ilecella, el cual se alimenta exclusivamente de estas plantas.

## Taxonomía

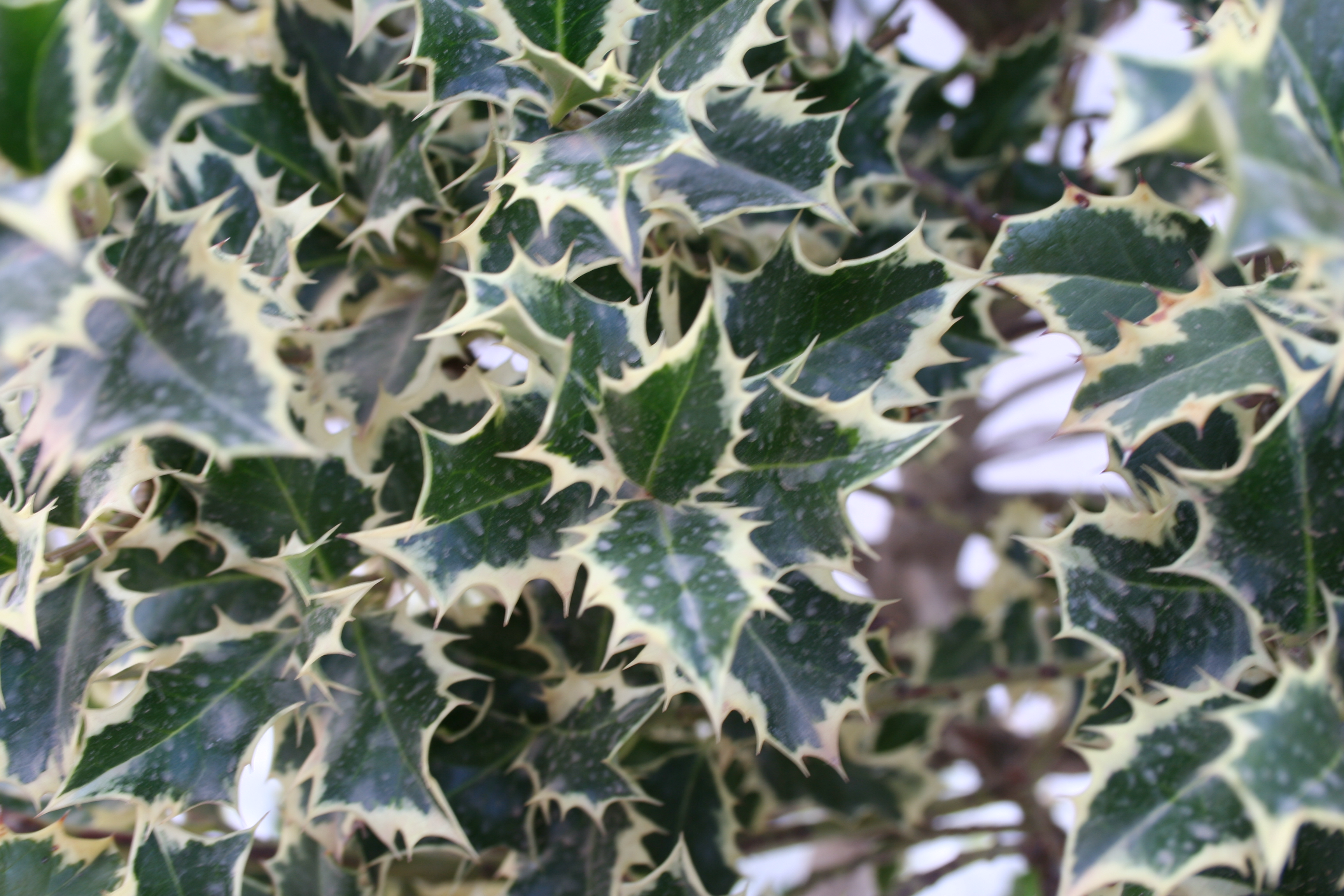
Ilex aquifolium variegado.

El género incluye alrededor unas 400 especies, divididas en tres subgéneros:
- Subgénero Byronia, con la especie tipo Ilex polypyrena
- Subgénero Prinos: Con 1 especies aceptada, considerado por autores como género
- Subgénero Ilex: Con el resto de las 400 especies.

El género fue descrito por Carlos Linneo y publicado en Species Plantarum 1: 125. 1753. La especie tipo es: Ilex aquifolium L.

## Etimología
El nombre botánico "ilex", era el nombre designado en latín para una especie de Quercus (Quercus ilex) comúnmente llamada encina, que tiene un follaje similar al acebo europeo, y ocasionalmente se confunde con él.
Antiguamente, el nombre de acebo se daba únicamente a la especie europea (Ilex aquifolium), sin embargo muchos representantes del género son denominados también acebos debido a su evidente semejanza.

## Distribución
El género se distribuye por todo el mundo con diversos climas. La mayoría de las especies tienen su hogar en los trópicos y subtrópicos, con una amplia distribución por las zonas templadas de Asia, Europa, África (una sola especie), Norteamérica y Sudamérica, donde destaca, por su importancia económica entre los países hispanohablantes Ilex paraguariensis (yerba mate), pero también en zonas remotas como Australia y las islas del Pacífico. En China crecen 204 especies, de las cuales 149 especies son endémicas. Ilex canariensis en la zona de laurisilva de la Macaronesia e Ilex aquifolium en la zona mediterránea. .
El género es característico de las formaciones de laurisilva y estuvo muy extendido en el terciario. Ha dado lugar a numerosos endemismos en islas, pero no está tan extendido geográficamente como en el pasado.
Al ser un grupo muy antiguo, han evolucionado numerosas especies que son endémicas de islas y pequeñas áreas de montaña. Al ser plantas de gran utilidad, muchas especies se están convirtiendo en raras. Las especies tropicales, especialmente, están amenazadas a menudo por la destrucción del hábitat y sobreexplotación. Al menos dos se han convertido en extintas, y muchas otras apenas logran sobrevivir.

## Usos

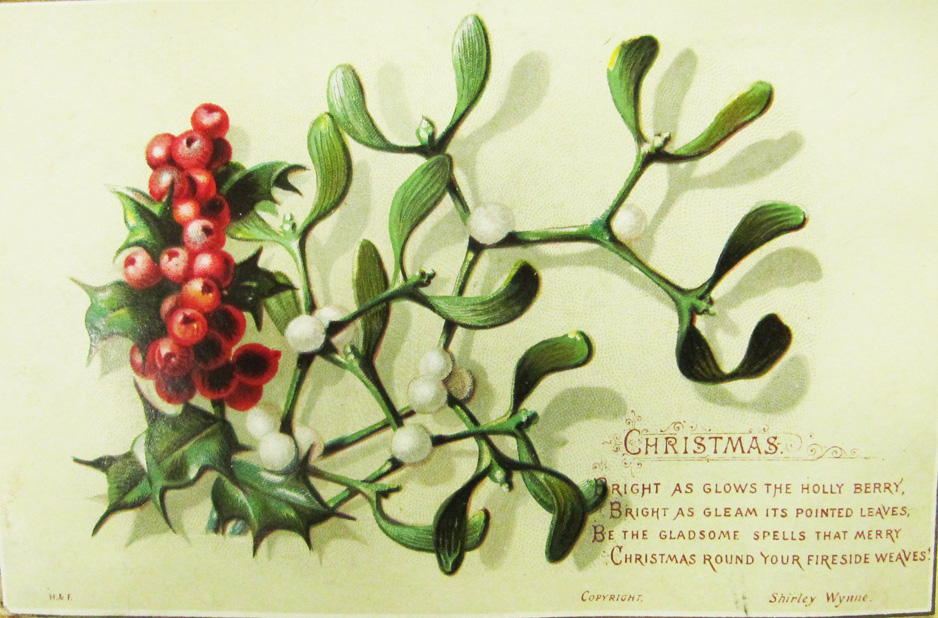
Tarjeta navideña tradicional con acebo y muérdago. Fines del.

Las especies más conocidas son en su mayoría árboles de hoja perenne, lo que los hace muy populares entre los jardineros de climas fríos. Algunas especies incluso se han usado para hacer diversos tés, entre los cuales la llamada yerba mate (Ilex paraguariensis) de América del Sur es el más conocido: se toma como infusión por sus propiedades estimulantes ya que contiene cafeína, y se considera la bebida nacional en Paraguay, Argentina y Uruguay, y regional en el sur de Brasil, especialmente en el estado del Río Grande del Sur; como también en el sur de Chile, particularmente en la zona lacustre, Chiloé y la Patagonia occidental. Las hojas de la especie ilex guayusa tienen el mayor contenido de cafeína de cualquiera conocida.
Entre los siglos XIII y XVIII, antes de la introducción de los nabos, se cultivaban para su uso como forraje de invierno para el ganado y las ovejas. Las variedades preferidas eran las menos espinosas.
En el mundo anglosajón se ha identificado desde antiguo con la Navidad, y por extensión otras culturas lo han adoptado también como símbolo y decoración tradicional navideña, utilizándose sobre todo en forma de coronas. En heráldica, el acebo simboliza la verdad.
Muchos de los acebos son ampliamente utilizados como planta ornamental en jardines y parques. Varios  híbridos y numerosos cultivares se han desarrollado para su uso en jardinería, entre ellos el popular el Ilex × altaclarensis (Ilex aquifolium × Ilex perado) y los acebos azules o Ilex meserveae (Ilex aquifolium × Ilex rugosa).
El "acebo inglés" se cultiva como ornamental, especialmente en Reino Unido, Australia y Nueva Zelanda. Estos acebos, de follaje muy denso, se emplean en topiaria por la facilidad de poda, sus brillantes frutos rojos y en algunos las hojas variegadas. El cultivar 'Rubricaulis Aurea' tiene hojas verde oscuro con rayas de color crema y 'Peter' tiene las bayas de color rojo y sufre poco daño, aún en lo más frío del invierno.[cita requerida]
Acebos de América: Estos acebos provienen de muchos híbridos, especialmente estadounidenses y fueron desarrollados para soportar el clima frío continental. Algunos árboles, como el "Old heavy Berry" fueron criados para producir una gran cantidad de brillantes frutos rojos durante el invierno. Otros, como el "John Wister" tienen follaje oscuro, verde negruzco y crecen muy rápidamente. Los tipos populares que alcanzan la talla de un árbol en la región de Tennessee son: Ilex × attenuata 'Fosteri', Ilex opaca, Ilex x Nellie R. Stevens y vomitoria Ilex.[cita requerida]
Tipos populares como arbusto son: Ilex cornuta "Burfordi", "El encaje de aguja", "Rotonda", Ilex x meserveae "Blue Boy", "Blue Girl", 'China Boy', 'China girl', Ilex decidua.
En la región de Tennessee son apreciados: Ilex cornuta 'Dwarf Burford' ('Burfordii Nana') y 'Carissa', Ilex crenata 'Compacta', 'brillo verde', 'helleri', 'Hetzii', Ilex glabra 'Compacta', 'trébol', Ilex verticillata 'rojo de invierno' (de hoja caduca), I. verticillata x I. serrata 'Sparkleberry' (temporales), Ilex vomitoria 'Nana'.[cita requerida]
Varias especies de hojas de acebo se utilizan para hacer infusiones. Molidas y sumergidas en agua fría para el tereré, y la guayusa elaboradas con Ilex guayusa, que se usa como estimulante y aditivo al enteógeno té ayahuasca, sus hojas tienen el mayor contenido de cafeína conocida en planta alguna. En América del Norte y América Central, el yaupon(Ilex vomitoria), fue utilizado por los nativos americanos del sureste como un estimulante ceremonial y emético conocido como "bebida negra"; y actualmente ha empezado a ser consumido como un equivalente norteamericano de la yerba mate (al ser su cultivo más resistentes a las bajas temperaturas). 
Como el nombre sugiere, las propiedades purgantes del té era uno de sus principales usos, más a menudo ritual.[cita requerida] 

El té de los Apalaches, empleando Ilex glabra es un sustituto más suave para la ceremonia del yaupon y no tiene cafeína. En China, los brotes de las hojas jóvenes de Ilex kudingcha se procesan en un método similar al del té verde para hacer una tisana llamada kǔdīng chá (苦丁茶, más o menos "té amargo de hojas puntiagudas").[cita requerida]
El acebo era la madera tradicional con la que se realizaban diversos instrumentos musicales, como la "gaita grande" de los Highlands antes que los gustos cambiaran y se realizara la importación de madera más barata de bosques tropicales, como el "cocuswood", el ébano y el "african blackwood".[cita requerida]